# Сборная Беларуси по футболу (до 19 лет)
Сборная Беларуси по футболу до 19 лет представляет Беларусь на турнирах среди игроков до 19 лет. Главным тренером является Андрей Зыгмантович. Команда также регулярно выступает на турнире памяти Валентина Гранаткина.

## Результаты выступлений

### Мемориалы Гранаткина
- 2001 — 3-е место в группе
- 2002 — 4-е место
- 2003 — 3-е место
- 2004 — 3-е место
- 2005 — 3-е место
- 2006 — не участвовала
- 2007 — 1-е место

Состав: Артём Гомелько, Сергей Синевич; Илья Трачинский, Максим Витус, Дмитрий Шматко, Валентин Радевич, Алексей Козлов, Роман Гаев, Павел Гречишко (к), Андрей Воронков, Сергей Бубнов, Егор Зубович, Александр Федосеев, Дмитрий Юзвович, Василий Тагиль, Антон Матвеенко, Евгений Курлович, Юрий Юрченко. Тренер — Павел Роднёнок. Дмитрий Шматко признан лучшим защитником турнира.
- 2008 — 2-е место
- 2009 — 5-е место
- 2010 — 7-е место
- 2011 — 5-е место
- 2012 — 8-е место
- 2013 — 11-е место
- 2014 — 14-е место
- 2015 — 6-е место
- 2016 — 7-е место
- 2017 — 10-е место
- 2018 — не участвовала
- 2019 — не участвовала

## Текущий состав
Состав сборной Беларуси на сентябрь 2023 года:
| №             | Имя                    | Дата рождения (возраст)   | Клуб                |
| Вратари       | Вратари                | Вратари                   | Вратари             |
| ------------- | ---------------------- | ------------------------- | ------------------- |
|               | Константин Веретынский | 23 марта 2006 (18 лет)    | Энергетик-БГУ       |
|               | Арсений Скопец         | 10 июня 2005 (19 лет)     | БАТЭ                |
|               | Иван Шимакович         | 13 февраля 2005 (20 лет)  | Динамо (Минск)      |
| Защитники     |                        |                           |                     |
|               | Никита Нескоромный     | 25 ноября 2005 (19 лет)   | БАТЭ                |
|               | Егор Божко             | 14 марта 2006 (19 лет)    | Волна (Пинск)       |
|               | Владислав Грекович     | 1 июня 2005 (19 лет)      | Минск               |
|               | Матвей Дубатовка       | 14 июля 2005 (19 лет)     | Динамо (Минск)      |
|               | Данила Вергейчик       | 9 февраля 2005 (20 лет)   | БАТЭ                |
|               | Иван Орешкевич         | 20 января 2005 (20 лет)   | Арсенал (Дзержинск) |
|               | Матвей Михайрин        | 22 сентября 2005 (19 лет) | Центр футбола       |
|               | Алексей Кожановский    | 30 марта 2005 (19 лет)    | Центр футбола       |
| Полузащитники |                        |                           |                     |
|               | Артём Сидорик          | 7 марта 2005 (20 лет)     | Торпедо-БелАЗ       |
|               | Иван Агеев             | 21 апреля 2005 (19 лет)   | Энергетик-БГУ       |
|               | Артём Турич            | 23 января 2005 (20 лет)   | Энергетик-БГУ       |
|               | Николай Сотников       | 11 ноября 2005 (19 лет)   | Шахтёр (Петриков)   |
|               | Руслан Мялковский      | 7 мая 2006 (18 лет)       | Арсенал (Дзержинск) |
|               | Владислав Кролик       | 28 января 2005 (20 лет)   | Динамо (Минск)      |
|               | Кирилл Гоманов         | 17 февраля 2005 (20 лет)  | Ислочь              |
| Нападающие    |                        |                           |                     |
|               | Николай Мирский        | 19 декабря 2005 (19 лет)  | БАТЭ                |
|               | Вадим Киселёв          | 21 апреля 2005 (19 лет)   | БАТЭ                |
|               | Владислав Скавпнев     | 8 марта 2005 (20 лет)     | Торпедо-БелАЗ       |
|               | Данила Чуль            | 14 февраля 2005 (20 лет)  | Энергетик-БГУ       |
|               | Арсений Чакур          | 18 августа 2005 (19 лет)  | Шахтёр (Петриков)   |
|               | Илья Бондаренко        | 1 января 2005 (20 лет)    | Минск               |

## Тренерский штаб
- Андрей Зыгмантович — главный тренер
- Владимир Дятлов — тренер
- Александр Демешко — тренер
- Родион Жук — тренер вратарей